# 东方滨江大酒店
东方滨江大酒店是位於中華人民共和國上海市浦東新區陸家嘴濱江大道黃浦江邊的一家酒店，於1999年8月開業，酒店建築面積11萬平方米。酒店在亚太经合组织第九次领导人非正式会议期間曾承接舉辦分場會議。